# Gai Septici Clar
Gai Septici Clar (en llatí Caius Septicius Clarus) va ser un militar romà. Era germà de Marc Eruci Clar i oncle de Sext Eruci Clar. Portava el cognomen Clar, que es fa important a inicis de l'Imperi Romà.
Era un íntim amic de Plini el jove, que li va dedicar les seves epístoles. A més, es conserven algunes de les epístoles de Plini dirigides a ell, que el descriu com "quo nihil verius, nihil simplicius, nihil candidius, nihil fidelius novit" (No he trobat mai ningú tant sincer, tant senzill, tant franc i tant digne de confiança).
Septici Clar va ser nomenat prefecte del pretori en el regnat d'Hadrià, però poc després va ser destituït per causar sospites a l'emperador.